# この人このまち
この人このまち（このひとこのまち）は、1998年4月4日から1999年1月19日までNHK-BS2で放送されたテレビ番組である。

## 概要
各界の第一線で活躍する著名人が地元のステージに登場する。ふるさとの仲間や恩師、初恋の人やライバルが登場し、人物像を探っていく人間探検バラエティ番組である。

## 放送時間
- 1998年度前期：土曜 18:00 - 18:45
- 1998年度後期：不定期放送

## 司会
- 徳田章
- 東ちづる

## 放送リスト
| 回 | 人物             | 地域           | 放送日         |
| -- | ---------------- | -------------- | -------------- |
| 1  | 宮川大助         | 鳥取県境港市   | 1998年4月4日   |
| 2  | 冨田勲           | 愛知県岡崎市   | 1998年4月11日  |
| 3  | 中本マリ         | 宮城県仙台市   | 1998年4月18日  |
| 4  | 初代市川右近     | 大阪府大阪市   | 1998年5月2日   |
| 5  | ジャイアント馬場 | 新潟県三条市   | 1998年5月9日   |
| 6  | 山田邦子         | 東京都江東区   | 1998年5月16日  |
| 7  | 絹谷幸二         | 奈良県奈良市   | 1998年6月6日   |
| 8  | 輪島功一         | 北海道士別市   | 1998年6月13日  |
| 9  | 唐十郎           | 東京都台東区   | 1998年7月11日  |
| 10 | 草笛光子         | 神奈川県横浜市 | 1998年9月12日  |
| 11 | 西脇久夫         | 宮城県塩竈市   | 1998年9月19日  |
| 12 | 舟木一夫         | 愛知県一宮市   | 1998年11月2日  |
| 13 | 京本政樹         | 大阪府高槻市   | 1998年11月3日  |
| 14 | 辻村ジュサブロー | 広島県三次市   | 1998年11月4日  |
| 15 | 瀬戸内寂聴       | 徳島県徳島市   | 1998年12月14日 |
| 16 | 滝田栄           | 千葉県印西市   | 1998年12月15日 |
| 17 | 金子兜太         | 埼玉県皆野町   | 1998年12月16日 |
| 18 | 水谷八重子       | 東京都千代田区 | 1999年1月18日  |
| 19 | 宮川泰           | 北海道紋別市   | 1999年1月19日  |